# Rolls-Royce Eagle XVI
Роллс-Ройс Игл XVI (англ. Rolls-Royce Eagle XVI) — экспериментальный британский авиационный двигатель, разработанный фирмой «Роллс-Ройс». Работы над двигателем были прекращены на этапе стендовых испытаний, так как приоритет был отдан разрабатываемому параллельно мотору Kestrel.

## Предыстория
Появление мотора Curtiss D-12 и его импорт по лицензии фирмой Fairey побудили Министерство авиации заказать фирме «Роллс-Ройс» разработку нового двигателя для истребителей. По мнению Министерства, в стране было слишком много фирм, занимавшихся производством моторов, и оно не поддержало начинания Fairey. Роллс-Ройс разработала двигатели двух типов: первый, обозначавшийся литерой F, впоследствии стал известен как Kestrel, а вторым был Eagle XVI.

## Конструкция и разработка
Разработанный Генри Ройсом, Eagle XVI стал полностью новой конструкцией, никак не связанной с предыдущими моделями Eagle. Его отличали четыре блока цилиндров, которые располагались под прямым углом друг к другу, образуя правильный крест; соседние блоки были смещены один относительно другого так, что цилиндры располагались в шахматном порядке. Клапаны (по 4 на каждый цилиндр) приводились в движение одним распределительным валом. Картер и блоки цилиндров были отлиты из алюминиевого сплава. Поскольку такая компоновка не позволяла использовать обычную мотораму, на испытательном стенде двигатель устанавливался на две конические подпорки, прикреплённые к картеру.
Первый запуск производился без нагнетателя, с импровизированным карбюратором и впускным коллектором. С таким оборудованием двигатель работал не очень хорошо из-за недостаточной подачи топлива, однако когда был смонтирован нагнетатель и подходящий карбюратор (позаимствованный у опытного образца Kestrel), он запустился нормально и развил 500 л.с. (373 кВт) на динамометре. Несмотря на это, двигатель не был благосклонно принят авиационной промышленностью, поскольку при установке на типичный истребитель он заслонял бы пилоту обзор вперёд. Проект был закрыт, а усилия разработчиков сосредоточились на Kestrel.
Eagle XVI, как и Crecy, стал одним из немногих проектов авиамоторов фирмы Роллс-Ройс, никогда не поднимавшихся в воздух, однако X-образная компоновка позднее использовалась в двигателях Vulture и Exe.

## Спецификация Eagle XVI

### Основные характеристики
- Тип: 16-цилиндровый X-образный жидкостного охлаждения
- Диаметр цилиндра: 114 мм
- Ход поршня: 121 мм
- Объем двигателя: 19,8 л.

### Особенности функционирования
- Клапаны: верхнеклапанный (SOHC), 4 клапана на цилиндр
- Компрессор: односкоростной одноступенчатый ПЦН
- Топливная система: один карбюратор
- Тип топлива: бензин
- Система охлаждения: жидкостная

### Производительность
- Выходная мощность: 500 л.с. (373 кВт)
- Удельная мощность: 18,8 кВт/л

### Схожие двигатели
- Napier Cub